# ベッツィ・ブラント
ベッツィ・ブラント（Betsy Brandt,  1973年3月14日 - ）は、アメリカ合衆国の女優である。

## 来歴
1973年、ミシガン州ベイシティに生まれる。母親は教師で、父親は電気技師だった。地元の高校を卒業後、イリノイ大学アーバナ・シャンペーン校へ進学して演技を学び、ハーバード大学内のInstitute for Advanced Theater Trainingと、グラスゴーの演劇学校でさらに学んでいる。その後、アメリカ国内の各都市の劇場で舞台へ出演してキャリアをスタート。様々な演目へ出演して経験を積んだ。1998年から短編映画などへも出演し、2001年に『Memphis Bound... and Gagged』で映画デビューを果たした。
その後は主にテレビを中心に女優として活躍し、『犯罪捜査官ネイビーファイル』や『CSI:科学捜査班』などの作品へ出演。2008年からレギュラーキャストとして出演したブライアン・クランストン主演の『ブレイキング・バッド』で一気に認知度が上がり、その後の活躍にもつながっている。同作品への出演では高い評価を受け、2014年に全米映画俳優組合賞アンサンブル賞を受賞した。

### 私生活
現在は既婚であり、夫のGrady Olsenとの間には2人の子供がいる。

## フィルモグラフィー

### 映画
| 年   | 邦題/原題                   | 役名                 | 備考 |
| ---- | --------------------------- | -------------------- | ---- |
| 2004 | 人間蟲 Shelf Life           | ニッキー・レイノルズ |      |
| 2012 | マジック・マイク Magic Mike | バンカー             |      |

### テレビ
| 年          | 邦題/原題                                                    | 役名                     | 備考                        |
| ----------- | ------------------------------------------------------------ | ------------------------ | --------------------------- |
| 2002        | 犯罪捜査官ネイビーファイル JAG                               | レスリー・ローゼンバウム | 1エピソード                 |
| 2003        | ER緊急救命室 ER                                              | フラニー・マイヤーズ     | 1エピソード                 |
| 2003        | WITHOUT A TRACE/FBI 失踪者を追え! Without a Trace            | リビー・コルター         | 1エピソード                 |
| 2003        | 堕ちた弁護士 -ニック・フォーリン- The Guardian               | ソフィア・トロキー       | 1エピソード                 |
| 2004        | NCIS 〜ネイビー犯罪捜査班 NCIS                               | バーバラ・スワン         | 2エピソード                 |
| 2004        | ザ・プラクティス ボストン弁護士ファイル The Practice         | リンダ・ホブス           | 1エピソード                 |
| 2005        | M.I. 緊急医療捜査班 Medical Investigation                    | カレン・バンクス         | 1エピソード                 |
| 2006        | CSI:科学捜査班 CSI: Crime Scene Investigation                | ドーン・ハンソン         | 1エピソード                 |
| 2006        | 女検察官アナベス・チェイス Close to Home                     | カレン・ランダル         | 1エピソード                 |
| 2007        | ボストン・リーガル Boston Legal                              | グウェン・リチャーズ     | 1エピソード                 |
| 2008 - 2013 | ブレイキング・バッド Breaking Bad                            | マリー・シュレイダー     | メインキャスト 51エピソード |
| 2010        | ジャッジメント ～NY法廷ファイル～ The Whole Truth            | テレサ・ベンディクタ     | 1エピソード                 |
| 2010        | マイアミ・メディカル Miami Medical                           | ダナ                     | 1エピソード                 |
| 2011        | パワー・オブ・フォー 普通じゃない家族 No Ordinary Family     | レナ・ホプキンス         | 1エピソード                 |
| 2011 - 2012 | プライベート・プラクティス 迷えるオトナたち Private Practice | ジョアンナ・ギブス       | 2エピソード                 |
| 2012        | リーガルに恋して Fairly Legal                                | ナタリー・ロバーツ       | 1エピソード                 |
| 2013        | ボディ・オブ・プルーフ 死体の証言 Body of Proof              | スーザン・ハート         | 1エピソード                 |
| 2013 - 2014 | マイケル・J・フォックス・ショウ The Michael J. Fox Show      | アニー・ヘンリー         | メインキャスト 22エピソード |
| 2014        | マスターズ・オブ・セックス Masters of Sex                    | バーバラ                 | 7エピソード                 |
| 2022        | ベター・コール・ソウル Better Call Saul                      | マリー・シュレイダー     | ゲスト 1エピソード          |

## 参照
1. 1 2 3  “Betsy Brandt Biography”. 2014年8月24日閲覧。
2. ↑  https://www.imdb.com/name/nm1336827/awards/?ref_=nm_awd